# فرودگاه آوتلوک
فرودگاه آوتلوک (به انگلیسی: Outlook Airport) یک فرودگاه همگانی است که یک باند فرود چمن دارد و طول باند آن ۹۳۸ متر است. این فرودگاه در کشور کانادا قرار دارد و در ارتفاع ۵۴۰ متری از سطح دریا واقع شده است.